# Алдея-ди-Санта-Маргарида
Алдея-ди-Санта-Маргарида (порт. Aldeia de Santa Margarida) — район (фрегезия) в Португалии, входит в округ Каштелу-Бранку. Является составной частью муниципалитета  Иданья-а-Нова. По старому административному делению входил в провинцию Бейра-Байша. Входит в экономико-статистический субрегион Бейра-Интериор-Сул, который входит в Центральный регион. Население составляет 369 человек на 2001 год. Занимает площадь 13,59 км².
Покровителем района считается Святая Маргарита (порт. Santa Margarida).

## История
Район основан в 1218 году.

## Демография
| Численность населения муниципалитета по годам | Численность населения муниципалитета по годам | Численность населения муниципалитета по годам | Численность населения муниципалитета по годам | Численность населения муниципалитета по годам | Численность населения муниципалитета по годам | Численность населения муниципалитета по годам | Численность населения муниципалитета по годам | Численность населения муниципалитета по годам | Численность населения муниципалитета по годам |
| --------------------------------------------- | --------------------------------------------- | --------------------------------------------- | --------------------------------------------- | --------------------------------------------- | --------------------------------------------- | --------------------------------------------- | --------------------------------------------- | --------------------------------------------- | --------------------------------------------- |
| 1801                                          | 1849                                          | 1900                                          | 1930                                          | 1960                                          | 1981                                          | 1991                                          | 2001                                          | 2004                                          | 2006                                          |
| 3543                                          | 9844                                          | 23002                                         | 27998                                         | 30418                                         | 16101                                         | 13630                                         | 11659                                         | 10929                                         | 10561                                         |

## Галерея

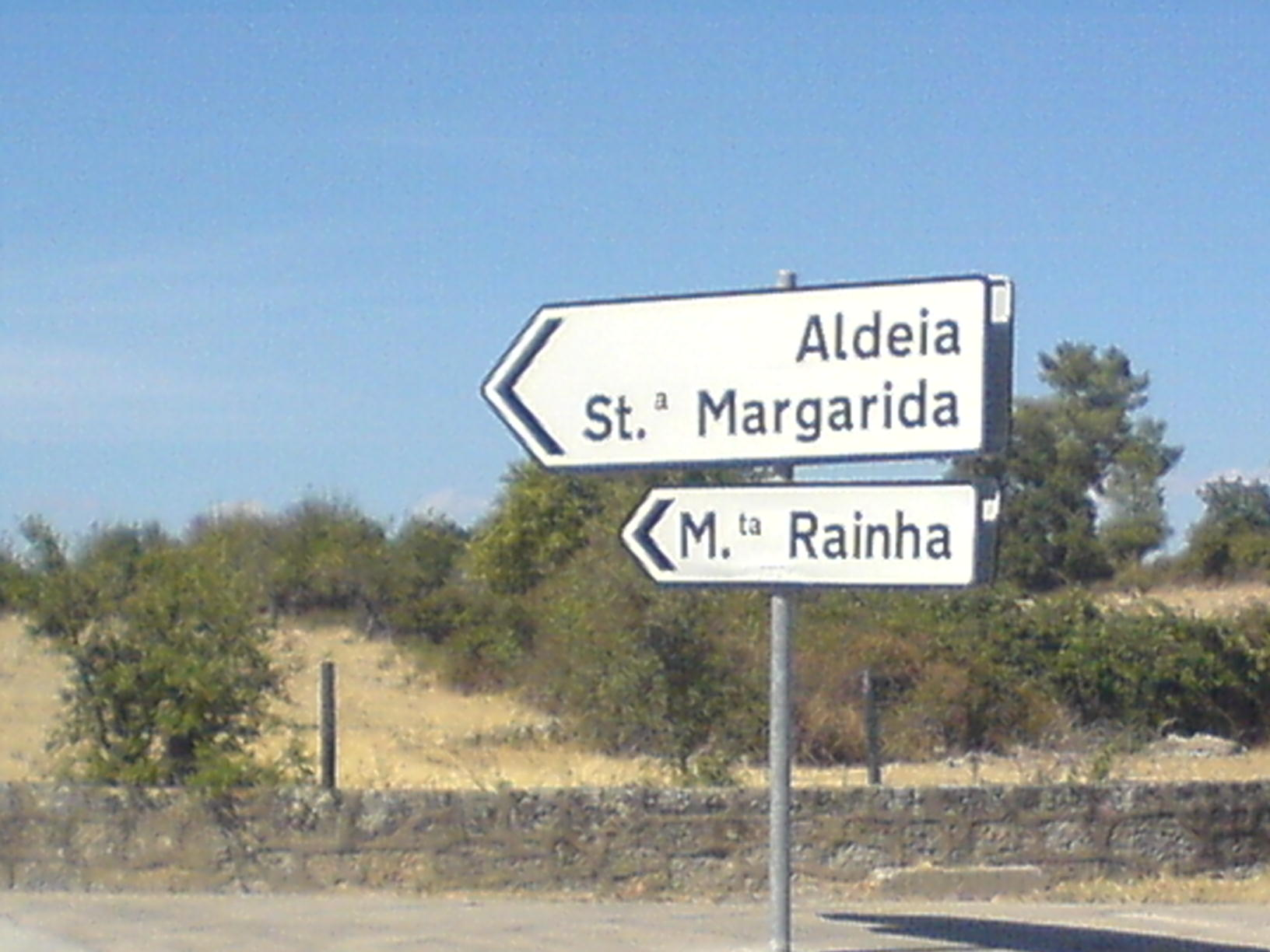
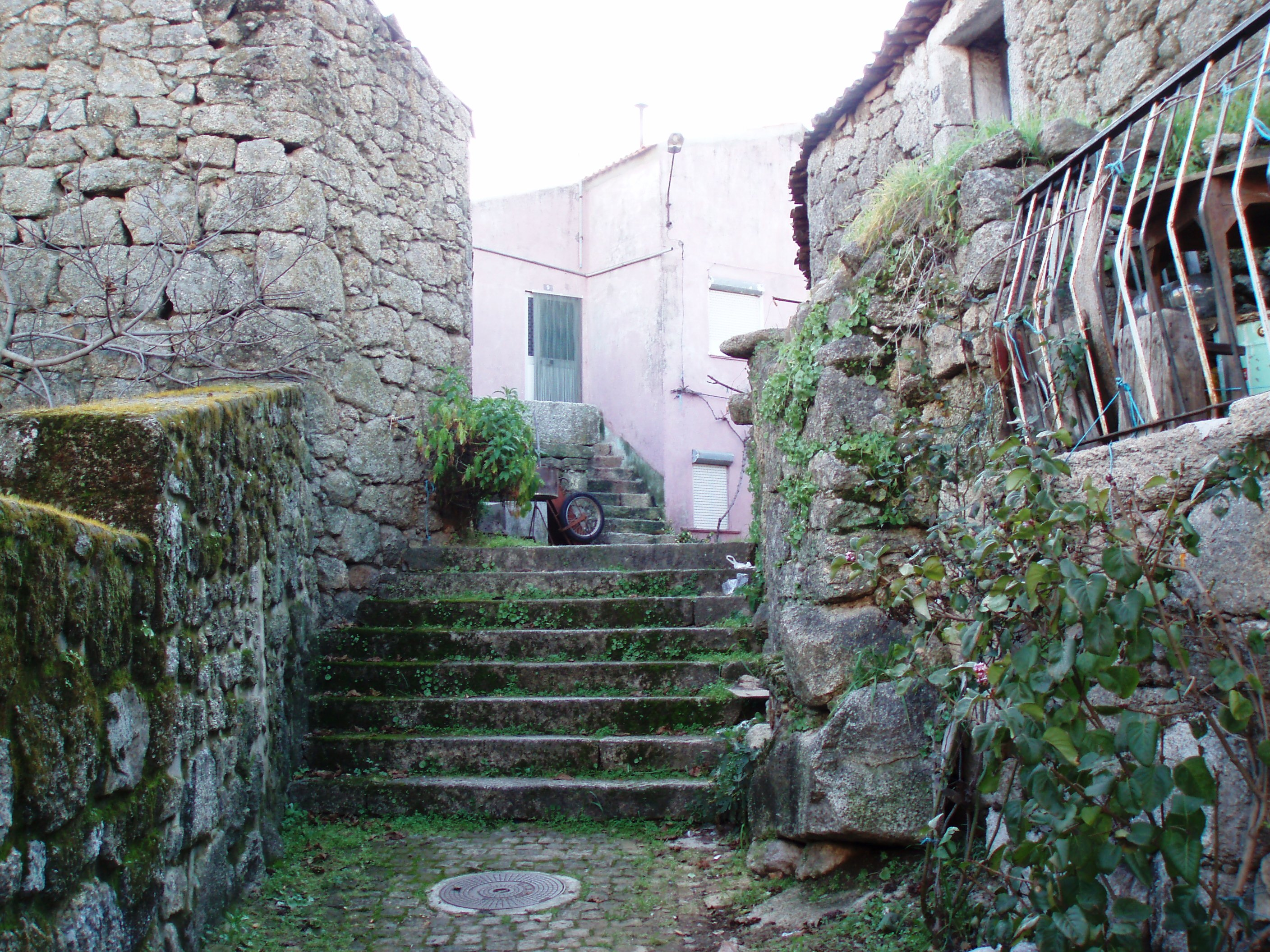
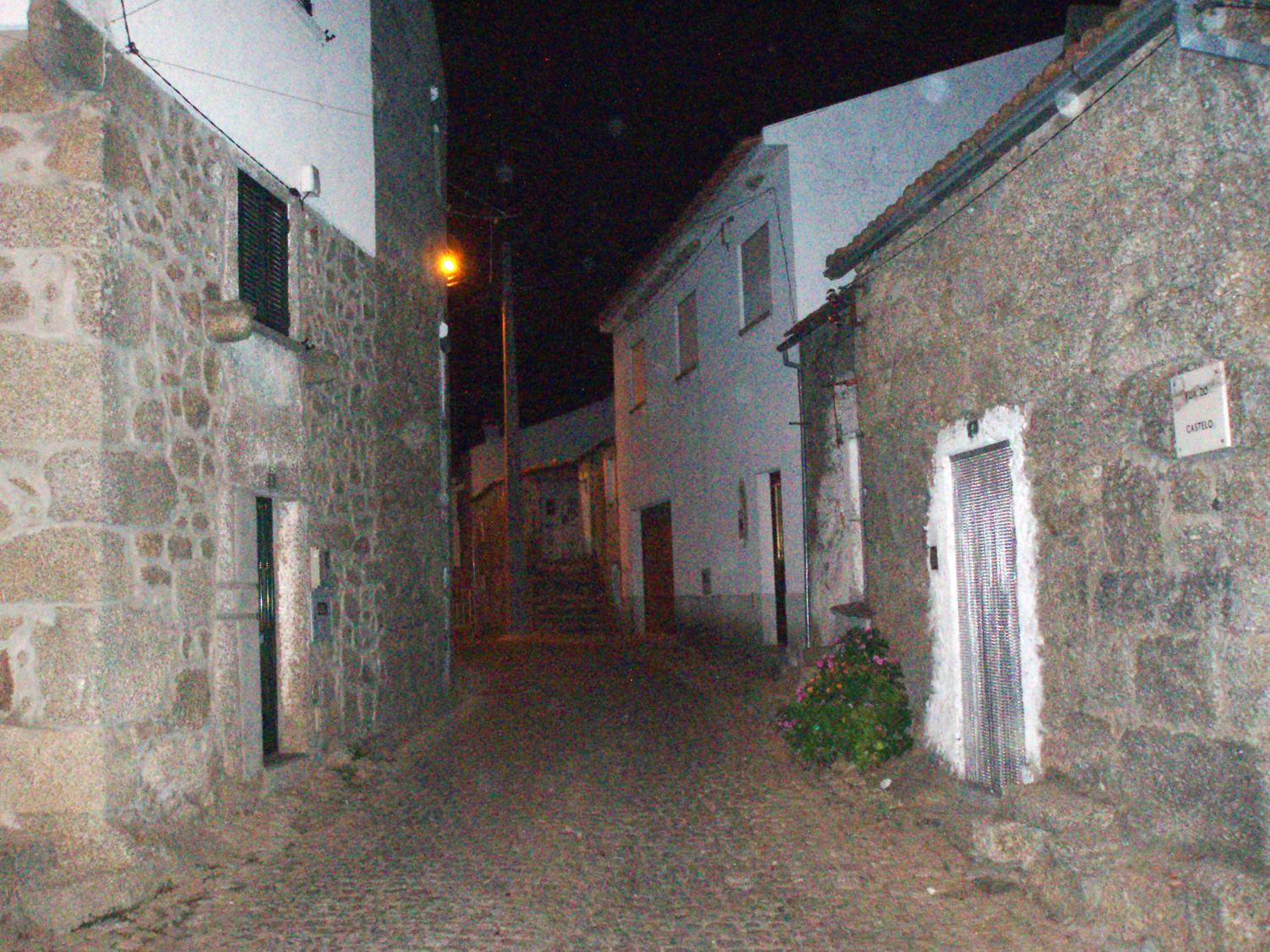
Замок
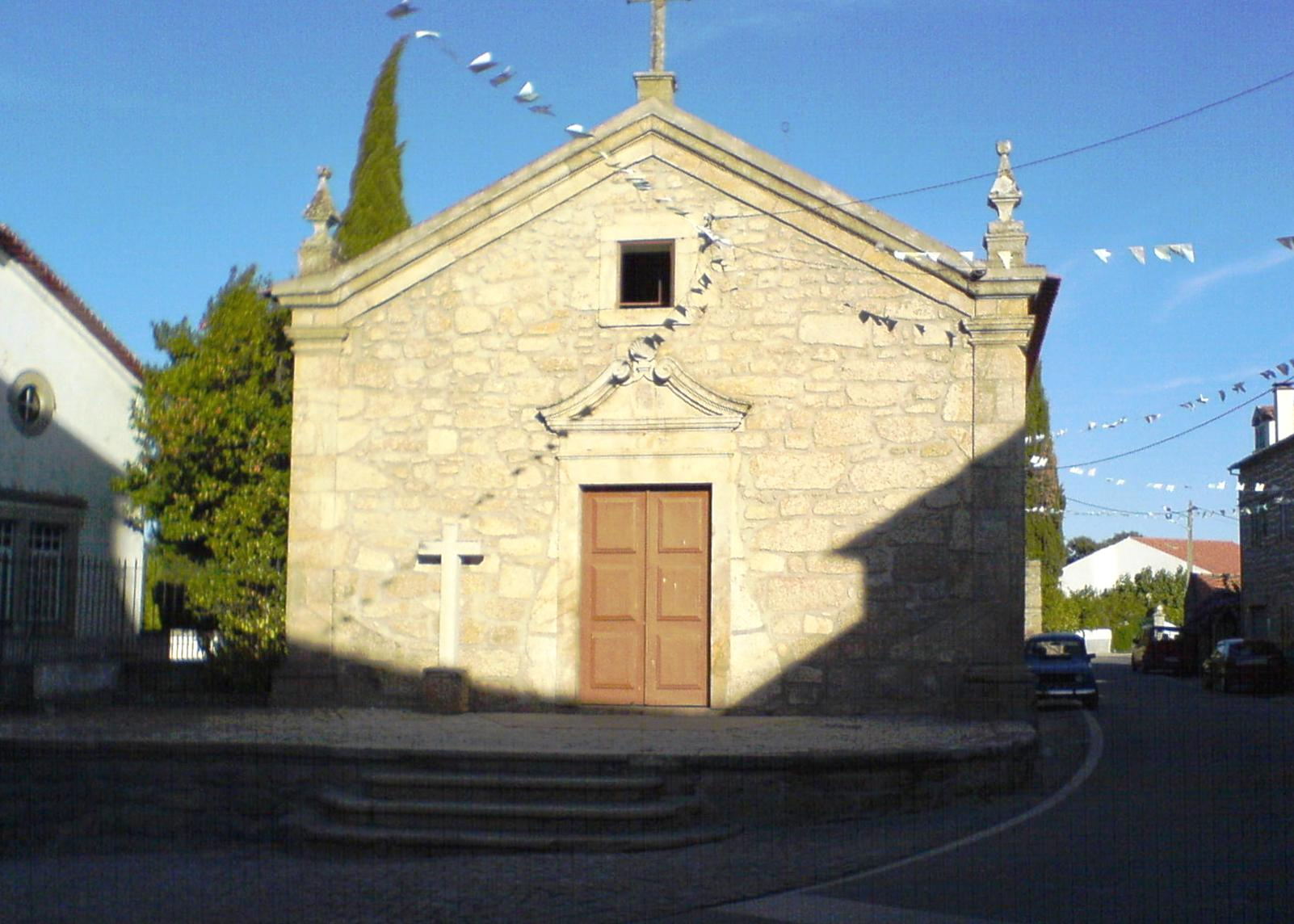
Собор
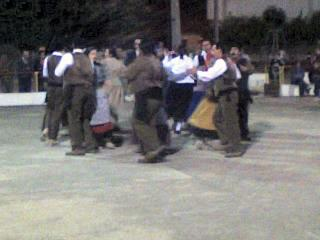
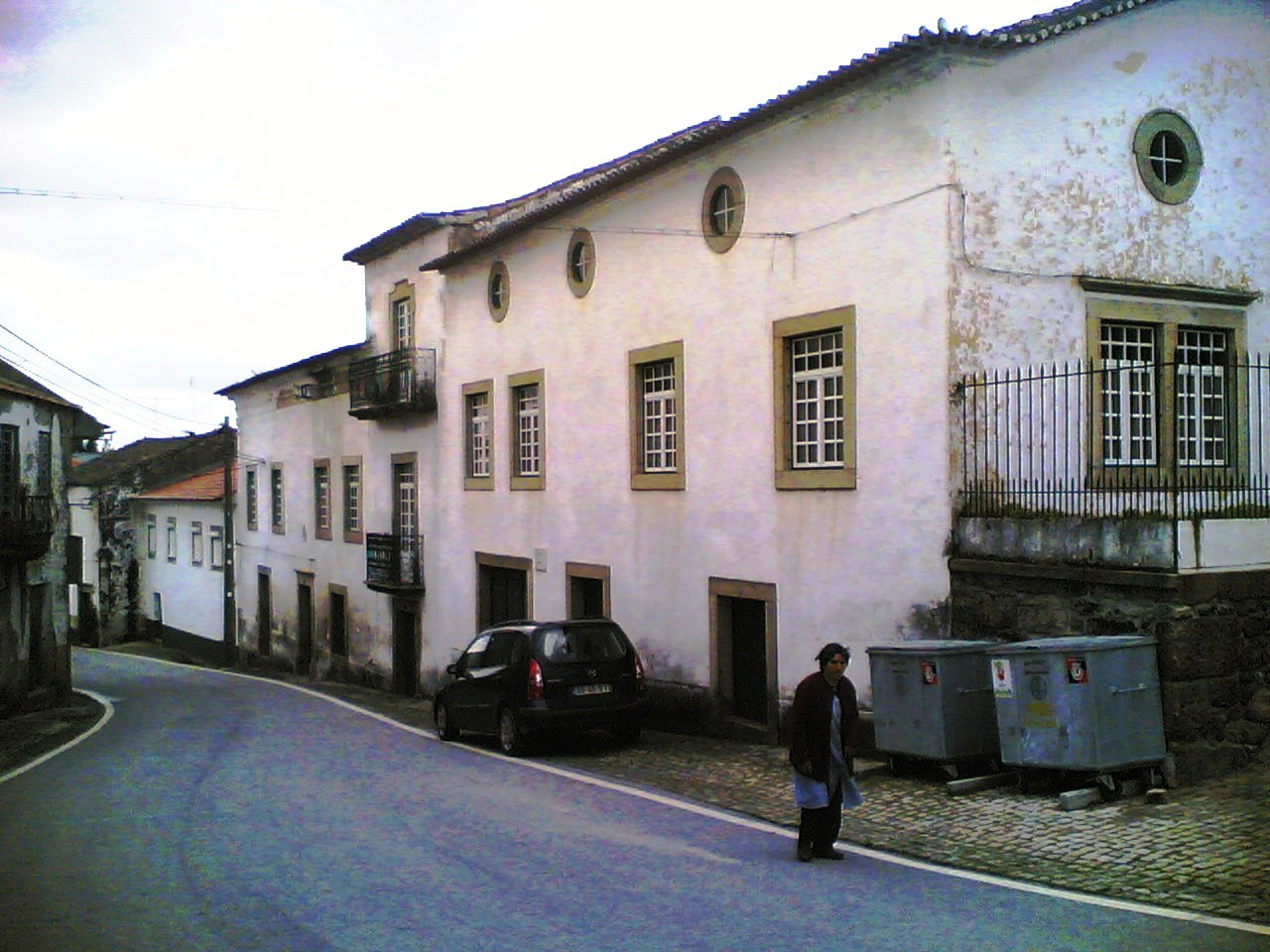
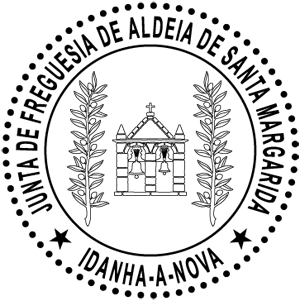
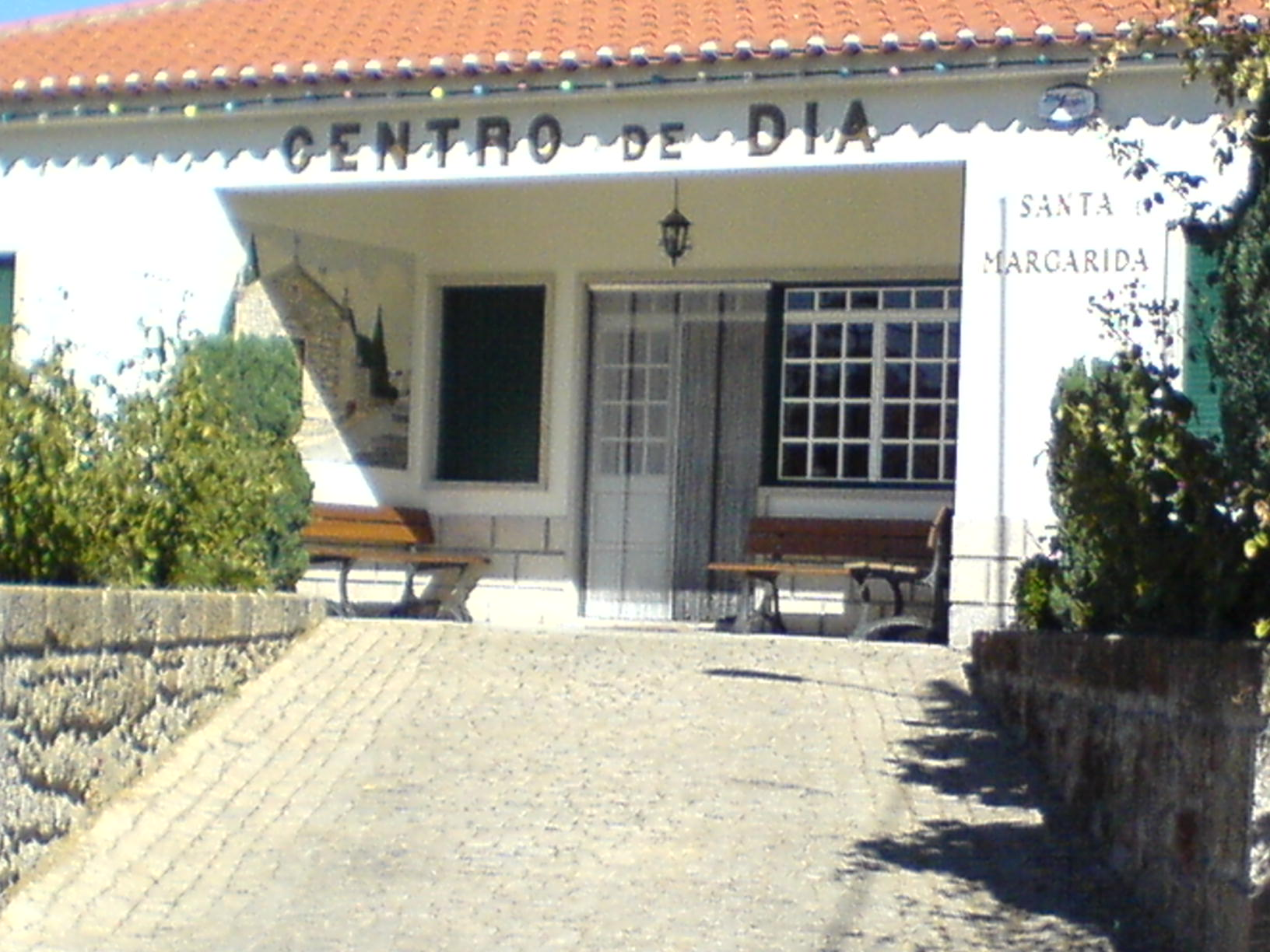
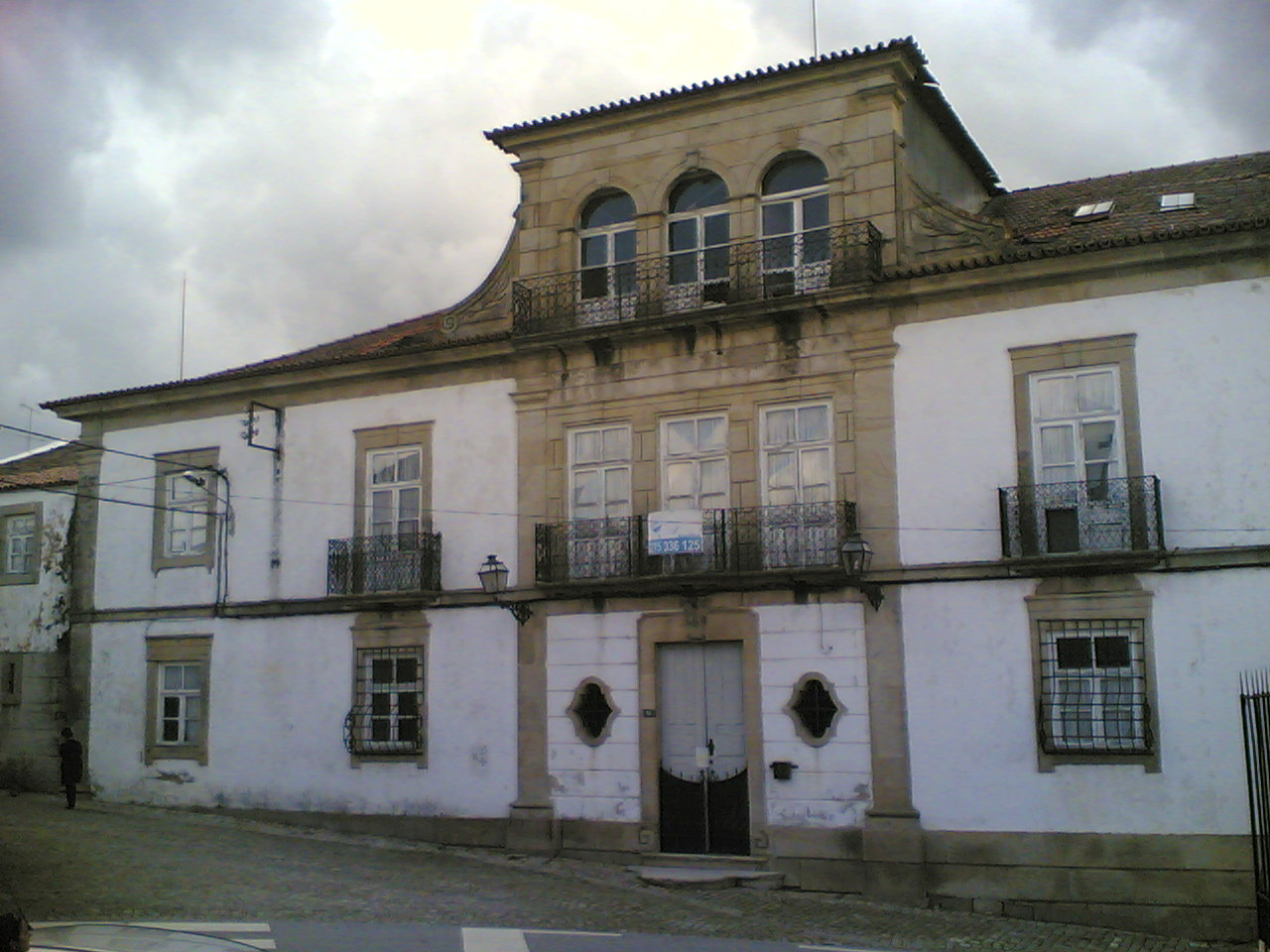
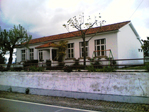
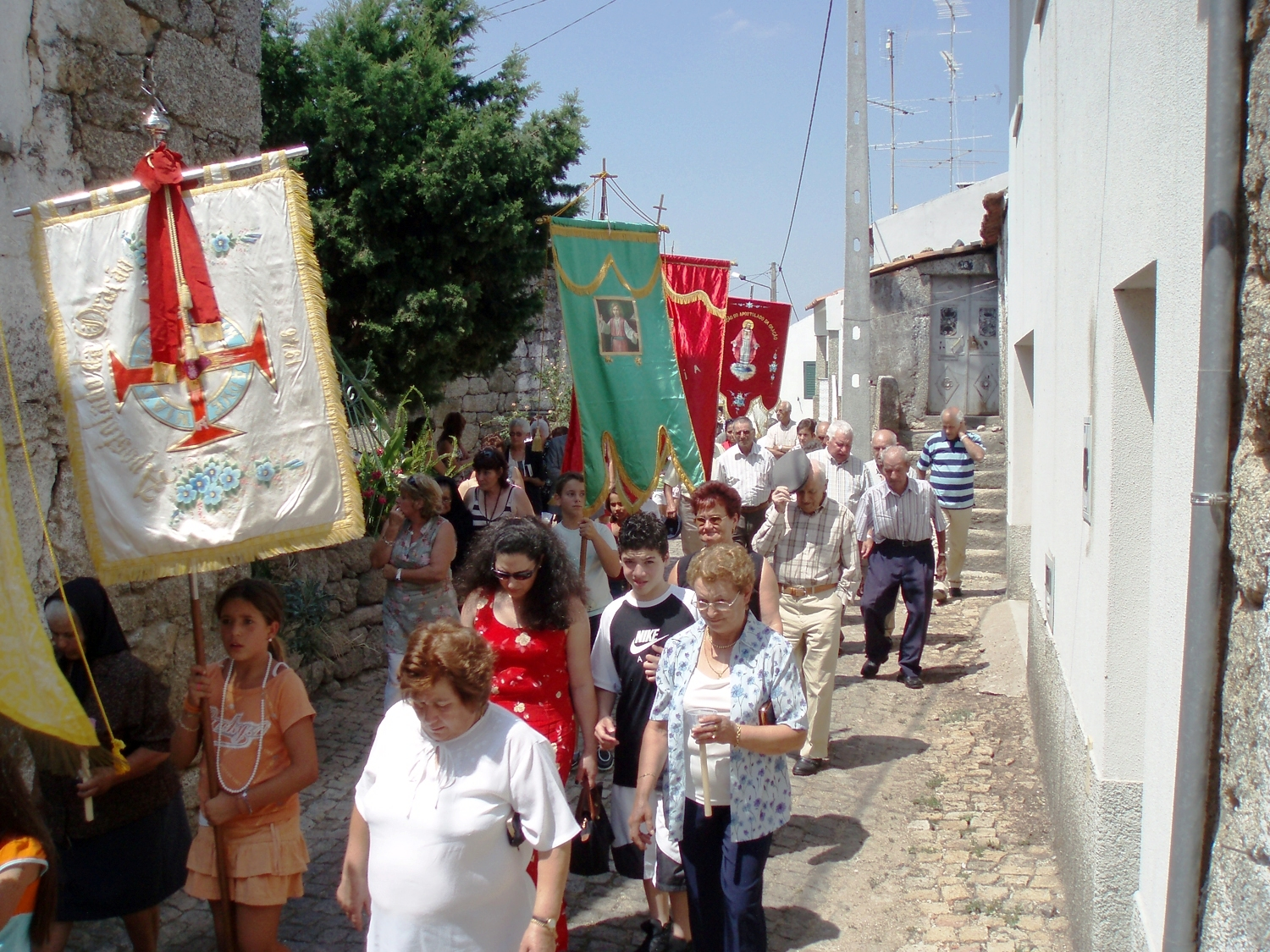
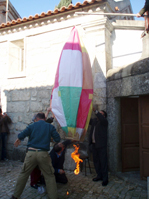
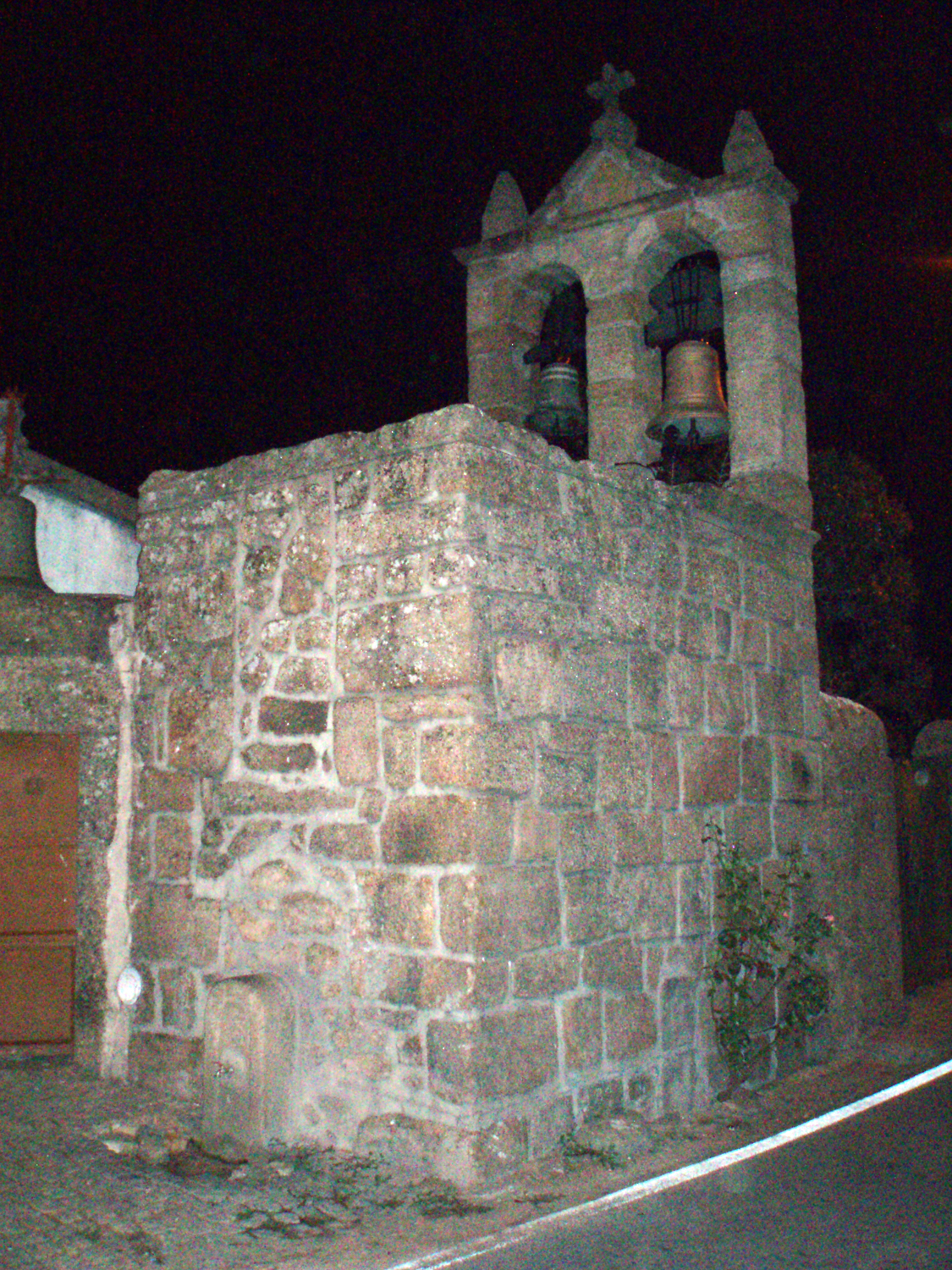
Собор
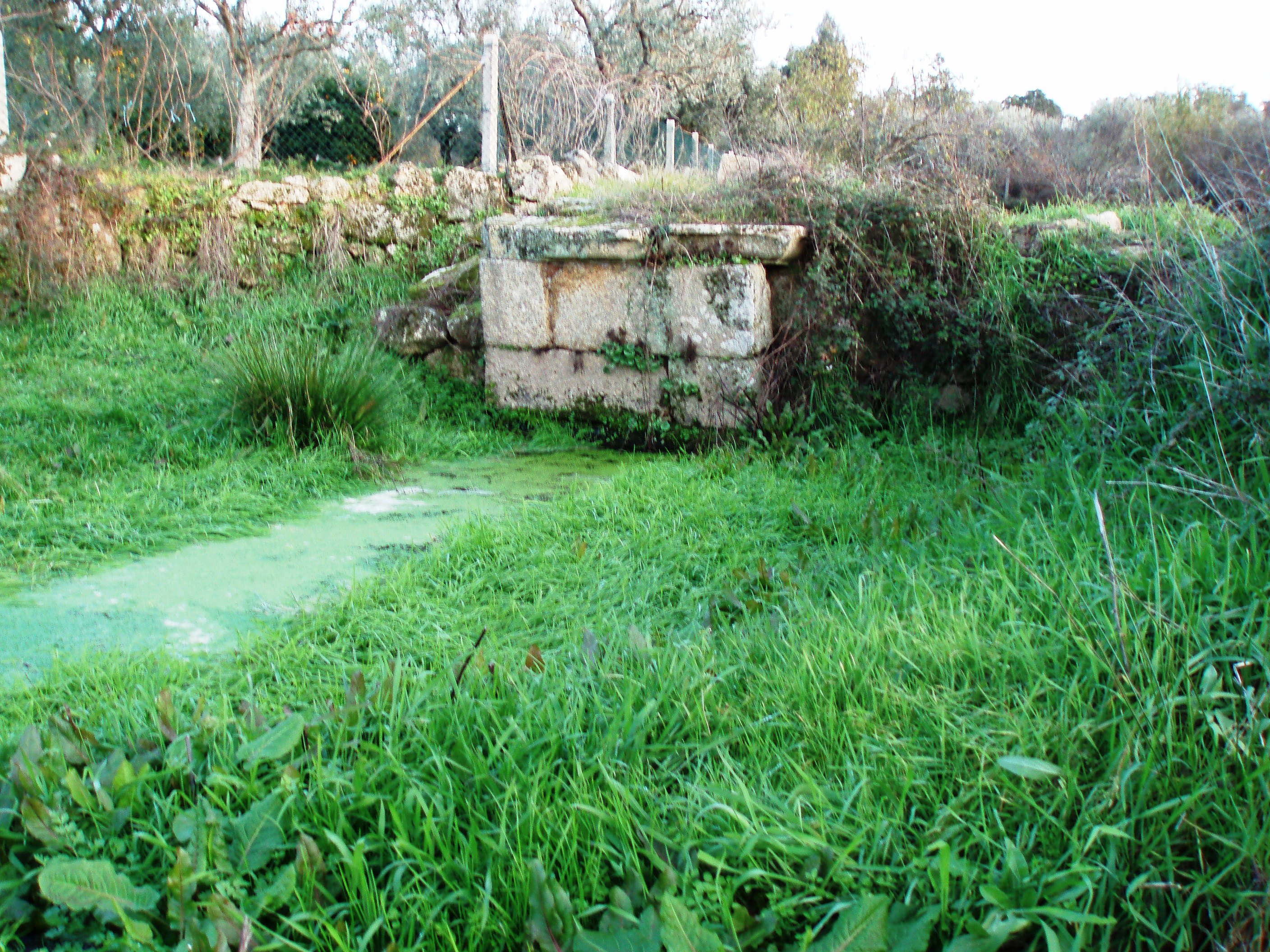